# Памятник Суворову (Думбрэвени)
Памятник Суворову в Думбрэвени (рум. Statuia generalului Aleksandr Suvorov din Dragosloveni) — памятник русскому военачальнику, генералиссимусу Александру Васильевичу Суворову в румынском селе Думбрэвени жудеца Вранча.

## История
Инициатива по возведению памятника генералиссимусу Александру Суворову принадлежала Императорскому Русскому военно-историческому обществу. Место расположения памятника было выбрано на правой верхней террасе реки Рымна в селе Думбрэвени коммуны Думбрэвени (тогда Плэинешти), у железной дороги Плоешти-Бакэу, в поле, на котором в 1789 году генерал-аншеф Суворов одержал две крупные победы над турками при Фошканах (Сражение под Фокшанами) и Рымнику-Сэрате (Сражение при Рымнике). За эти победы, в знак признания особых военных заслуг, император Священной Римской империи Иосиф II 13 (24) сентября 1789 возвёл Суворова, с нисходящим его потомством, в графское достоинство Священной Римской империи, а российская императрица Екатерина II 6 (17) октября 1789 возвела Суворова, с нисходящим его потомством, в графское достоинство Российской империи с наименованием граф Суворов-Рымникский; так же Суворову были пожалованы множество наград, среди которых были бриллиантовые знаки ордена Святого апостола Андрея Первозванного, шпагу, осыпанную бриллиантами с надписью «Победителю визиря», бриллиантовый эполет, драгоценный перстень и Орден Святого Георгия 1-й степени.
Открытие памятника, изготовленного скульптором Борисом Эдуардсом, состоялось 6 ноября 1913 в присутствии российской и румынской военных комиссий. Участие в открытии принимал румынский писатель и поэт Александру Влахуцэ. Внушительный памятник был обрамлён кованой решёткой, выполненной с художественной утончённостью и имел бетонный бордюр с цветочными клумбами. Суворов запечатлён привставшим на стременах своего осаженного дончака с двууголкой в поднятой правой руке в решающий момент боя — при отдаче коннице команды к последней атаке на турок. Статуя была установлена на постамент, облицованный красным финским гранитом. Постамент был украшен тремя бронзовыми барельефами: центральный барельеф лицевой части постамента изображал битву русской кавалерии против турок, барельеф левой стороны изображал русских казаков и гренадеров, вошедших в турецкий лагерь и вызвав ужасную панику, а барельеф правой стороны представлял гусар 4-го полка командующего австрийским корпусом принца Кобургского и резервную кавалерию. Над центральным барельефом располагался высеченный в граните крест — как вечное напоминание о установленном на поле боя, сразу же после сражения, деревянном кресте; ниже барельефа был расположен варяжский щит. Задняя стена постамента памятника была украшена бронзовой доской с названиями суворовских полков, принимавших участие в сражении.
Также в честь открытия памятника была выпущена бронзовая настольная медаль. На лицевой стороне — изображение конной статуи А. В. Суворова на высоком пьедестале и надпись по кругу: «В честь открытия памятника графу Александру Васильевичу Суворову-Рымникскому на поле сражения под Рымником, 1789—1913». На обратной стороне — обрамлённый лавровыми и дубовыми ветками варяжский щит, аналогичный помещённому на самом монументе. Надпись на щите гласит: «Повелением Государя Императора Николая II, самодержца Всероссийского, сооружен в лето 1913». По кругу мелким шрифтом выбито: «Создал и соорудил художник-скульптор Б. В. Эдуардс из г. Одессы». Надписи выполнены на русском и румынском языках.
Матей Караджале, румынский геральдист, поэт и писатель, оставил следующее описание памятника:

29 апреля 1912, находясь с моим отцом (Ионом Караджале, прим.) в гостях у Александру Влахуцэ в Драгословенах, мы ходили смотреть как на поле неподалёку от Плеинешти (рум. Plăinești, позже Думбрэвени) возводится памятник великому Суворову, разгромившему тут турецкую армию 11 сентября 1789. Уже был  установлен постамент, а в следующем году из России была доставлена конная статуя, куда она позже и вернулась через три года. На открытии этого памятника я был представлен к награде поверенным в делах России в Румынии Борис Арсеньев, посланником России в Бухаресте (позже вице-губернатор Бессарабии (1915—1917)).
Через два года после начала Первой мировой войны, в 1916 году русские демонтировали статую и барельефы и переправили их в Россию — они были установлены в Одессе, а затем в Измаиле, где и находятся по настоящее время. По другой, неподтверждённой версии, думбрэвенский памятник исчез в годы Первой мировой войны, а в Измаил из Одессы доставили уже другой памятник Суворову, также изготовленный скульптором Борисом Эдуардсом.
В 1949 году, по случаю 160-летия победы Суворова над турками, комиссия по историческим и художественным памятникам академии Румынии приняла решение о восстановлении памятника. По этому случаю была установлена мраморная памятная доска с надписью на румынском и русском языках:

Этот памятник будет восстановлен как знак благодарности и дружбы румынского народа к великому советскому народу; он будет возведён в память о победе 22 сентября 1789 на поле близ Рымника русской армией над турками под командованием блестящего военачальника генерала А. В. Суворова. В рядах русской армии воевали многочисленные румынские волонтёры. Вечная слава непобедимому военачальнику А. В. Суворову, который боролся за освобождение нашего народа из-под турецкого ига.

## Новый памятник
В 1950 году село Думбрэвени и коммуна Думбрэвени были названы в честь Суворова. Новый памятник в центре села Думбрэвени работы скульптора Мариуса Бутуноиу был воздвигнут в 1959 по случаю 170-летия победы Суворова. По неподтверждённой документально информации статуя Карла I в Бухаресте работы хорватского скульптора Ивана Мештровича не была полностью расплавлена: была переплавлена скульптура только короля Кароля I, лошадь же сохранилась и была «переработана» в лошадь памятника Суворову.
В апреле 2007 года неизвестные исписали красными красками постамент лицевой стороны статуи генерала Александра Суворова словами «Бессарабия это румынская земля!». 30 апреля 2007, через несколько дней после происшествия, примар коммуны Думбрэвени направил несколько сотрудников примэрии для устранения следов акта вандализма: граффити на постаменте было закрашено известью, также были проведены работы по облагораживанию и обустройству прилегающего к памятнику пространства. На некоторое время сотрудниками примэрии статуя была взята под охрану и наблюдение. 9 мая 2007 была сделана ещё одна надпись на лицевой стороны статуи: «Смерть русским!». И эта надпись была также закрашена известью. Представителями Национального бюро культа героев во главе с Э. Тироном было проведено расследование двух случаев осквернения статуи генерала Александра Васильевича Суворова.